# Gribsø (przystanek kolejowy)
Gribsø (duń. Gribsø Station) – przystanek kolejowy w miejscowości Hillerød, w Regionie Stołecznym, w Danii. 
Znajduje się na Gribskovbanen i jest obsługiwany przez pociągi regionalne Lokaltog.

## Linie kolejowe
- Linia Gribskovbanen